# بخش منشی اوکوولا
دبیرخانه بخش اوکوولا (به لاتین: Ukuwela Divisional Secretariat) یک منطقهٔ مسکونی در سری‌لانکا است که در ناحیه متاله واقع شده‌است.